# 松阪大映劇場
松阪大映劇場（まつさかだいえいげきじょう）は、日本の映画館である。1940年（昭和15年）前後に三重県松阪市湊町にアサヒ館（アサヒかん）として開館、1960年（昭和35年）前後に現館名に改称した。改称当時は大映の封切館であったが、1970年（昭和45年）前後に同系列から独立、成人映画館に業態変更した。略称は松阪大映。
本項では、同館を経営するアサヒ興業株式会社（アサヒこうぎょう）についても扱う。

## 沿革
- 1940年前後 - アサヒ館として開館
- 1950年1月 - 同館の経営母体としてアサヒ興業株式会社を設立[5]
- 1960年前後 - 松阪大映劇場に改称
- 1970年前後 - 成人映画館に業態変更

## データ
- 所在地 : 三重県松阪市湊町153番地[8]（158番地[6]）
北緯34度34分26.24秒 東経136度32分5.75秒 / 北緯34.5739556度 東経136.5349306度
- 経営 : アサヒ興業株式会社[6]
- 支配人 : 大久保克己（2013年[6]）
- 構造 : 木造二階建（二階席あり[7]）[6]
- 観客定員数 : 400名（1942年[11]・1943年[12]）、250名（2013年[6]）

## 歴史

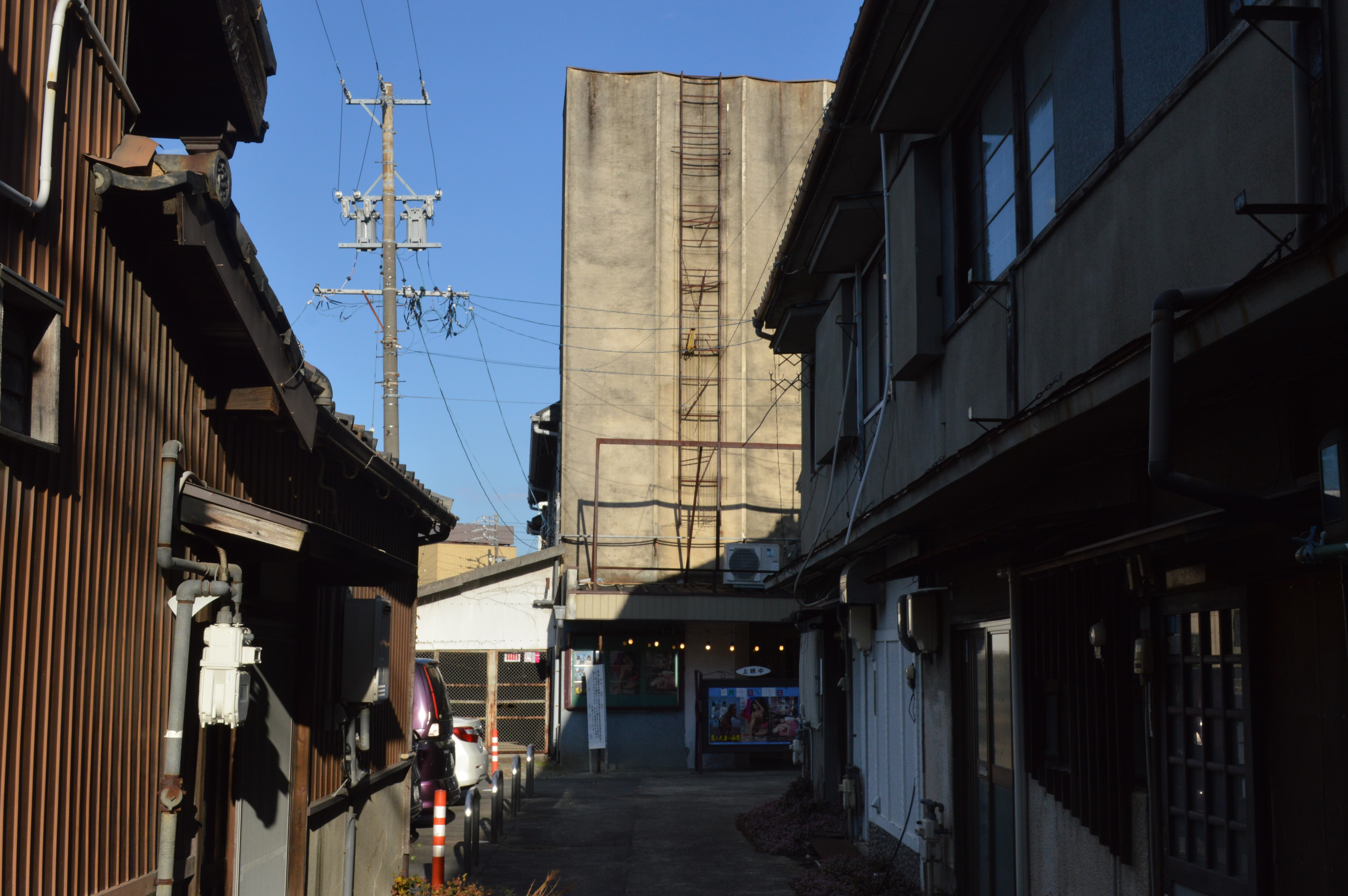
松阪大映劇場に向かう路地

正確な時期は不明であるが、第二次世界大戦前の1940年（昭和15年）前後の時期に、国鉄（現在のJR東海）松阪駅西口、湊町153番地に同館の前身であるアサヒ館が新築・開館された。開館当時の同館は、的場信一の個人経営であり、支配人は大久保匡記、観客定員数は400名という記録が残っている。
同館が建つ前の松阪市、市制施行以前の当時の飯南郡松坂町には、旧制中学校時代の小津安二郎が通ったことで知られる神楽座（愛宕町、経営後藤藤男） のみが長らく存在し、アサヒ館とほぼ同時期に巴座（のちの巴映画劇場、日野町2丁目）が開館している。当時のアサヒ館は、1,000人収容の神楽座、990人収容の巴座に比して、400人という比較的小さな映画館であった。1942年（昭和17年）には、東宝映画が直営する松阪東宝映劇（平生町）が開館している。
戦後の同館の経営は、的場信一の個人経営から、的場が代表を務めるアサヒ興業株式会社の経営に変わっている。アサヒ興業株式会社は、1950年（昭和25年）1月に設立された。同市内には、同館のほか戦前からの巴映画劇場があり、神楽座も残っていたが、1951年（昭和25年）12月16日に起きた「昭和の松阪大火」により全焼し、神楽座は火災後の復興はなされなかった。1957年（昭和32年）までに国際劇場、松阪日活劇場（中町）、近代劇場（松阪近代劇場、京町）および近代コニー、いすず会館南劇・東劇（五十鈴町）、スバル座（松阪スバル座、新町）、松阪映画、紅葉座と多くの映画館が開館している。同館は、1960年（昭和35年）前後に松阪大映劇場と改称、同時期に同館を経営するアサヒ興業の代表も、大久保喜助に変わっている。このころは、大映の封切館であり、大映配給の映画をロードショー公開していた。
1970年（昭和45年）6月、大映は日活と配給網を統合し、配給会社ダイニチ映配を設立するが、この前後に同系列から独立、成人映画館に業態変更した。以降、日活ロマンポルノの三本立興行を始め、1988年（昭和63年）に日活が成人映画から撤退した後は、新日本映像の配給作品の三本立興行を行い、現在に至る。同時期に、同館を経営するアサヒ興業の代表に大久保克己が就任している。『映画年鑑 1992 別冊 映画館名簿』によれば、1990年代初頭の同市内の映画館は、同館と戦前からの巴映画劇場のほか、松阪近代劇場、松阪パールシネマ1・2（塚本町荒木、現在の塚本町81番地5号）の5館になっていた。2001年（平成13年）になると、同館のほかは松阪パールシネマ1・2以外すべて閉館してしまっていたが、2013年（平成25年）現在では、同館は同市内に残る最後の映画館として、デジタルシネマではなく35mmフィルムによるプリント上映のみで営業を続けている。

## アサヒ興業
アサヒ興業株式会社（アサヒこうぎょう）は、日本の映画興行会社である。「松阪大映劇場」を経営する、松阪商工会議所会員企業である。
- 所在地 : 三重県松阪市湊町158番地[5][20]
- 代表 : 大久保力[20]
  - 歴代

  1. 的場信一
  2. 大久保喜助
  3. 大久保克己
- 従業員数 : 3人（2013年[20]）
- 資本金 : 1,000万円（1998年[5]・2013年[20]）
  - 100万円（1961年[19]・1995年[4]）
- 事業内容 : 映画の興行ほか付帯事業[5][20]
- 創立 : 1950年1月[5]